# Vittaria microlepis
Vittaria microlepis är en kantbräkenväxtart som beskrevs av Georg Hans Emmo Wolfgang Hieronymus. Vittaria microlepis ingår i släktet Vittaria och familjen Pteridaceae. Inga underarter finns listade.